# Зверев, Николай Яковлевич
Николай Яковлевич Зверев (1830—1907) — генерал от инфантерии, командующий 12-м армейским корпусом, помощник начальника Варшавского военного округа, член Военного совета.

## Биография
Происходил из дворян Санкт-Петербургской губернии, родился 25 октября (6 ноября) 1830 года; отец — Яков Николаевич Зверев (1790, Санкт-Петербург — 11.01.1864), инженер-генерал-майор с 1857 года, похоронен на Покровском кладбище в Риге. Братья: Павел (1817—1877), Константин (1821—1890), Александр, Яков.
Поступил 19 сентября 1845 года кондуктором в кондукторскую роту Главного инженерного училища; 26 мая 1849 года произведён в полевые инженер-прапорщики и оставлен при училище для продолжения учёбы в офицерских классах училища.
18 августа 1850 года за отличные успехи в науках произведён в подпоручики (со старшинством от 24 июля того же года), а в следующем году, по окончании курса, прикомандирован к штабу инспектора по инженерной части, 18 июля произведён в поручики к назначен на службу в Варшавскую инженерную команду; в 1856 году переведён в Ивангородскую инженерную команду.
В 1858 году Зверев поступил в Николаевскую академию Генерального штаба; 21 октября 1859 года за успехи в науках был произведён в штабс-капитаны и, по окончании курса с малой серебряной медалью, причислен к департаменту Генерального штаба, с назначением на службу в 6-ю пехотную дивизию.
10 января 1860 года произведён в капитаны. По прибытии по назначению был прикомандирован к управлению генерал-квартирмейстера 1-й армии.
12 января 1861 года Зверев был переведён в Генеральный штаб подполковником с назначением для особых поручений в распоряжение Главного штаба и генерал-квартирмейстера бывшей 1-й армии.
С 18 декабря 1861 года исправлял должность начальника штаба 2-й пехотной дивизии, затем состоял при штабе Виленского военного округа и 30 августа 1863 года назначен начальником штаба 26-й пехотной дивизии с исправлением должности помощника военного начальника инфляндских уездов Витебской губернии, Новоалександровского — Ковенской губернии и Дисненского — Виленской губернии.
22 июля 1864 года произведён в полковники. В 1863 году принимал участие в подавлении восстания в северо-западных губерниях России.
13 октября 1867 года назначен помощником начальника штаба Оренбургского военного округа, с 14 октября 1868 года был начальником отделения Главного штаба, 17 апреля 1870 года произведён в генерал-майоры (со старшинством от 1 января 1872 года) и 17 ноября того же года снова переведён в Оренбургский военный округ на должность начальника окружного штаба. 7 мая 1878 года переведен на ту же должность в Виленский военный округ.
19 февраля 1880 года произведён в генерал-лейтенанты и ровно через год назначен начальником 10-й пехотной дивизии. Но едва вступил в должность, как 21 марта состоялось его новое назначение — начальником штаба Варшавского военного округа. 6 июля 1884 года назначен начальником 3-й гренадерской дивизии, с зачислением по армейской пехоте и с оставлением в списках Генерального штаба.
После почти пятилетнего командования дивизией, 9 апреля 1889 года назначен командующим 12-м армейским корпусом и 13 октября 1893 года — помощником командующего войсками Варшавского военного округа.
30 августа 1894 года произведён в генералы от инфантерии.
5 марта 1897 года Зверев был назначен членом Военного совета, в каковой должности состоял до смерти.
С 11 марта 1898 года также состоял председателем комиссии по устройству казарм; председательствовал в IV эмеритальной комиссии и неоднократно удостоен был Высочайшей благодарности за участие в топографических и чертёжных работах, произведённых чинами Генерального штаба и комиссией по устройству казарм.
Скончался 22 мая (4 июня) 1907 года в Санкт-Петербурге, похоронен на Никольском кладбище Александро-Невской лавры.

## Награды
российские
- Орден Святой Анны 3-й степени (1863)
- Орден Святой Анны 2-й степени (1867)
- Орден Святого Владимира 3-й степени (1872)
- Орден Святого Станислава 1-й степени (1874)
- Орден Святой Анны 1-й степени (1878)
- Орден Святого Владимира 2-й степени (1882)
- Орден Белого орла (1883)
- Орден Святого Александра Невского (30 августа 1889 года, бриллиантовые знаки к этому ордену пожалованы 14 мая 1896 года)
- Орден Святого Владимира 1-й степени (26 мая 1899 года)

иностранные
- Черногорский орден Князя Даниила I 1-й степени (1883)
- Болгарский орден «Святой Александр» 1-й степени (1896)